# Minúsculo 82
Minúsculo 82 (numeração de Gregory-Aland), O1 (von Soden), é um manuscrito minúsculo grego do Novo Testamento, em folhas de pergaminho, datado pela paleografia para o século X.. Ele era antigamente numerado 10a, 12p e 2r..
Atualmente acha-se no Biblioteca Nacional da França (Gr. 237) em Paris.

## Descrição
O códice contem o texto dos Atos, as epístolas católicas, as epístolas paulinas e o Apocalipse de João, com um comentário, em 246 folhas de pergaminho (tamanho 20,6 cm por 16 cm). O texto foi escrito em uma coluna por página com 28 linhas. 
Ele contém prolegomena, tabelas de κεφαλαια ("tabelas de conteúdo"), antes de cada livro; números de κεφαλαια ("capítulos") na margem e τιτλοι ("títulos") no topo de cada página; subscrições no final de cada livro, στιχοι, escólios e outros assuntos - tratado de Pseudo-Doroteu sobre os doze apóstolos e os setenta discípulos de Jesus (como também os minúsculos 93, 177, 459, 613, 617 e 699).

## Texto
O texto grego deste códice é representativo do texto-tipo bizantino. Kurt Aland colocou-o na Categoria V..
De acordo com Scrivener, seu valor para o Apocalipse é considerável 

## História
O manuscrito foi examinado e descrito por Wettstein, Scholz e Paulin Martin.. Gregory viu o manuscrito em 1885.